# Campionati tedeschi di sci alpino 2013
I Campionati tedeschi di sci alpino 2013 si sono svolti a Bad Wiessee, Garmisch-Partenkirchen e Spitzing-Sutten dal 23 al 28 marzo. Il programma ha incluso gare di discesa libera, supergigante, slalom gigante e slalom speciale, tutte sia maschili sia femminili.
Trattandosi di competizioni valide anche ai fini del punteggio FIS, vi hanno partecipato anche sciatori di altre federazioni, senza che questo consentisse loro di concorrere al titolo nazionale tedesco.

## Risultati

### Uomini

#### Discesa libera
| Pos. | Atleta              | Nazione  | Tempo   |
| ---- | ------------------- | -------- | ------- |
| 1    | Johannes Kröll      | Austria  | 1:00,23 |
| 2    | Manuel Kramer       | Austria  | 1:00,29 |
| 3    | Otmar Striedinger   | Austria  | 1:00,49 |
| 4    | Fabio Renz          | Germania | 1:00,50 |
| 5    | Philipp Zepnik      | Germania | 1:00,51 |
| 6    | Stephan Keppler     | Germania | 1:00,59 |
| 7    | Daniel Hemetsberger | Austria  | 1:00,65 |
| 8    | Jonas Fravi         | Svizzera | 1:00,70 |
| 9    | Marc Gisin          | Svizzera | 1:00,72 |
| 10   | Klaus Brandner      | Germania | 1:00,79 |

Data: 27 marzo

Località: Garmisch-Partenkirchen

Ore: 

Pista: 

Partenza: 1 690 m s.l.m.

Arrivo: 1 188 m s.l.m.

Dislivello: 502 m

Tracciatore: Thomas Aschauer

#### Supergigante
| Pos. | Atleta            | Nazione  | Tempo   |
| ---- | ----------------- | -------- | ------- |
| 1    | Otmar Striedinger | Austria  | 1:09,05 |
| 2    | Philipp Zepnik    | Germania | 1:09,60 |
| 3    | Markus Dürager    | Austria  | 1:09,61 |
| 4    | Thomas Tumler     | Svizzera | 1:09,67 |
| 5    | Klaus Brandner    | Germania | 1:09,70 |
| 6    | Bernhard Graf     | Austria  | 1:09,73 |
| 7    | Fernando Schmed   | Svizzera | 1:09,83 |
| 7    | Dominik Schwaiger | Germania | 1:09,83 |
| 9    | Mario Karelly     | Austria  | 1:09,96 |
| 10   | Johannes Kröll    | Austria  | 1:10,12 |

Data: 28 marzo

Località: Garmisch-Partenkirchen

Ore: 

Pista: 

Partenza: 1 490 m s.l.m.

Arrivo: 1 288 m s.l.m.

Dislivello: 202 m

Tracciatore: Hannes Grumer

#### Slalom gigante
| Pos. | Atleta              | Nazione     | Tempo   |
| ---- | ------------------- | ----------- | ------- |
| 1    | Niklas Köck         | Austria     | 2:40,14 |
| 2    | Martin Bischof      | Austria     | 2:40,88 |
| 3    | Andrea Ballerin     | Italia      | 2:41,39 |
| 4    | Maarten Meiners     | Paesi Bassi | 2:41,52 |
| 5    | Sebastian Holzmann  | Germania    | 2:41,53 |
| 6    | Stefan Brennsteiner | Austria     | 2:41,61 |
| 7    | Christian Juffinger | Austria     | 2:41,63 |
| 8    | Janez Jazbec        | Slovenia    | 2:41,73 |
| 8    | Johannes Strolz     | Austria     | 2:41,73 |
| 10   | Daniel Meier        | Austria     | 2:41,85 |
|      |                     |             |         |
| 12   | Dominik Stehle      | Germania    | 2:42,02 |
|      |                     |             |         |
| 15   | Fritz Dopfer        | Germania    | 2:42,58 |

Data: 23 marzo

Località: Spitzing-Sutten

1ª manche:

Ore: 

Pista: 

Partenza: 1 390 m s.l.m.

Arrivo: 1 000 m s.l.m.

Dislivello: 390 m

Tracciatore: Andreas Ertl
2ª manche:

Ore: 

Pista: 

Partenza: 1 390 m s.l.m.

Arrivo: 1 000 m s.l.m.

Dislivello: 390 m

Tracciatore: Markus Eberle

#### Slalom speciale
| Pos. | Atleta               | Nazione     | Tempo   |
| ---- | -------------------- | ----------- | ------- |
| 1    | Fritz Dopfer         | Germania    | 1:36,60 |
| 2    | David Ketterer       | Germania    | 1:37,70 |
| 3    | Dave Ryding          | Regno Unito | 1:38,14 |
| 4    | Julian Rauchfuss     | Germania    | 1:39,54 |
| 5    | Fabian Datzer        | Germania    | 1:39,77 |
| 6    | Linus Straßer        | Germania    | 1:39,95 |
| 7    | Lukas Wasmeier       | Germania    | 1:40,06 |
| 8    | Bernhard Binderitsch | Austria     | 1:40,16 |
| 9    | Raffael Breu         | Germania    | 1:41,75 |
| 10   | Michael Osterhammer  | Germania    | 1:43,19 |

Data: 24 marzo

Località: Bad Wiessee

1ª manche:

Ore: 

Pista: 

Partenza: 1 030 m s.l.m.

Arrivo: 835 m s.l.m.

Dislivello: 195 m

Tracciatore: Hannes Wallner
2ª manche:

Ore: 

Pista: 

Partenza: 1 030 m s.l.m.

Arrivo: 835 m s.l.m.

Dislivello: 195 m

Tracciatore: Robert Füß

### Donne

#### Discesa libera
| Pos. | Atleta              | Nazione   | Tempo   |
| ---- | ------------------- | --------- | ------- |
| 1    | Francesca Marsaglia | Italia    | 1:02,45 |
| 2    | Veronique Hronek    | Germania  | 1:03,05 |
| 3    | Michaela Wenig      | Germania  | 1:03,08 |
| 4    | Marina Wallner      | Germania  | 1:03,57 |
| 5    | Patrizia Dorsch     | Germania  | 1:03,66 |
| 6    | Lena Dürr           | Germania  | 1:03,85 |
| 7    | Ann-Katrin Magg     | Germania  | 1:04,00 |
| 8    | Simona Hösl         | Germania  | 1:04,09 |
| 9    | Andrea Filser       | Germania  | 1:04,45 |
| 10   | Greta Small         | Australia | 1:04,49 |

Data: 27 marzo

Località: Garmisch-Partenkirchen

Ore: 

Pista: 

Partenza: 1 690 m s.l.m.

Arrivo: 1 188 m s.l.m.

Dislivello: 502 m

Tracciatore: Andreas Fürbeck

#### Supergigante
| Pos. | Atleta                | Nazione  | Tempo   |
| ---- | --------------------- | -------- | ------- |
| 1    | Verena Stuffer        | Italia   | 1:10,07 |
| 2    | Lisa Magdalena Agerer | Italia   | 1:10,84 |
| 3    | Elena Fanchini        | Italia   | 1:11,40 |
| 4    | Francesca Marsaglia   | Italia   | 1:11,82 |
| 5    | Nina Ortlieb          | Austria  | 1:11,83 |
| 6    | Veronique Hronek      | Germania | 1:11,98 |
| 7    | Patrizia Dorsch       | Germania | 1:11,99 |
| 8    | Michaela Wenig        | Germania | 1:12,13 |
| 9    | Tamara Tippler        | Austria  | 1:12,42 |
| 10   | Marlene Schmotz       | Germania | 1:12,47 |

Data: 28 marzo

Località: Garmisch-Partenkirchen

Ore: 

Pista: 

Partenza: 1 490 m s.l.m.

Arrivo: 1 288 m s.l.m.

Dislivello: 202 m

Tracciatore: Peter Stemmer

#### Slalom gigante
| Pos. | Atleta                | Nazione  | Tempo   |
| ---- | --------------------- | -------- | ------- |
| 1    | Veronique Hronek      | Germania | 2:34,01 |
| 2    | Lisa Magdalena Agerer | Italia   | 2:34,69 |
| 3    | Viktoria Rebensburg   | Germania | 2:34,77 |
| 4    | Nicole Hosp           | Austria  | 2:35,09 |
| 5    | Katarina Lavtar       | Slovenia | 2:35,26 |
| 6    | Simona Hösl           | Germania | 2:35,29 |
| 7    | Lena Dürr             | Germania | 2:35,64 |
| 8    | Marta Benzoni         | Italia   | 2:35,72 |
| 9    | Anna Hofer            | Italia   | 2:35,83 |
| 10   | Ricarda Haaser        | Austria  | 2:35,87 |

Data: 24 marzo

Località: Spitzing-Sutten

1ª manche:

Ore: 

Pista: 

Partenza: 1 390 m s.l.m.

Arrivo: 1 000 m s.l.m.

Dislivello: 390 m

Tracciatore: Tobias Lux
2ª manche:

Ore: 

Pista: 

Partenza: 1 390 m s.l.m.

Arrivo: 1 000 m s.l.m.

Dislivello: 390 m

Tracciatore: Herbert Renoth

#### Slalom speciale
| Pos. | Atleta            | Nazione  | Tempo   |
| ---- | ----------------- | -------- | ------- |
| 1    | Hannah Köck       | Austria  | 1:41,73 |
| 2    | Barbara Wirth     | Germania | 1:41,87 |
| 3    | Nevena Ignjatović | Serbia   | 1:42,50 |
| 4    | Simona Hösl       | Germania | 1:42,82 |
| 5    | Katarina Lavtar   | Slovenia | 1:43,42 |
| 6    | Eva-Maria Brem    | Austria  | 1:43,43 |
| 7    | Marlene Schmotz   | Germania | 1:43,54 |
| 8    | Marta Benzoni     | Italia   | 1:43,65 |
| 9    | Marina Wallner    | Germania | 1:43,70 |
| 10   | Monica Hübner     | Germania | 1:43,74 |

Data: 23 marzo

Località: Bad Wiessee

1ª manche:

Ore: 

Pista: 

Partenza: 1 030 m s.l.m.

Arrivo: 835 m s.l.m.

Dislivello: 195 m

Tracciatore: Herbert Renoth
2ª manche:

Ore: 

Pista: 

Partenza: 1 030 m s.l.m.

Arrivo: 835 m s.l.m.

Dislivello: 195 m

Tracciatore: Andreas Omminger